# Icacina oliviformis
Icacina oliviformis är en tvåhjärtbladig växtart som först beskrevs av Poiret, och fick sitt nu gällande namn av Raynal. Icacina oliviformis ingår i släktet Icacina och familjen Icacinaceae. Utöver nominatformen finns också underarten I. o. pubescens.